# Казанешти (Јаломица)
Казанешти (рум. Căzăneşti) насеље је у Румунији у округу Јаломица у општини Казанешти. Oпштина се налази на надморској висини од 36 m.

## Становништво
Према подацима из 2002. године у насељу је живело 3641 становника.

### Попис2002.
| Расподела становништва по националности 2002.‍ | Расподела становништва по националности 2002.‍ | Расподела становништва по националности 2002.‍ | Расподела становништва по националности 2002.‍ | Расподела становништва по националности 2002.‍ |
| --------------------------------------------- | --------------------------------------------- | --------------------------------------------- | --------------------------------------------- | --------------------------------------------- |
|                                               |                                               |                                               |                                               |                                               |
| Румуни                                        | Румуни                                        |                                               | 3.158                                         | 86,8%                                         |
| Роми                                          | Роми                                          |                                               | 482                                           | 13,2%                                         |